# Bruno Senna
Bruno Senna Lalli, brazilski dirkač, * 15. oktober 1983, São Paulo, Brazilija.

## Dirkaška kariera
Bruno Senna je nečak trikratnega svetovnega prvaka Formule 1 in v sezoni 1994 smrtno ponesrečenega, Ayrtona Senne, s katerim se je v rani mladosti veliko družil, večkrat sta skupaj tudi dirkala v kartingu. Istega leta se je v motoristični nesreči smrtno ponesrečil še Brunov oče, Flávio Lalli, zato mu je družina prepovedala ukvarjanje z motošportom. Tako je lahko začel s svojo kariero šele ob polnoletnosti (v Braziliji je pri 21-ih letih), kar je pomenilo veliko pomanjkanje dirkaških izkušenj glede na sovrstnike. Pri dirkaški karieri mu pomaga Gerhard Berger, moštveni kolega Ayrtona Senne pri McLarnu in njegov dober prijatelj.
Leta 2004 je Bruno Senna nastopil na šestih dirkah britanske serije Formule BMW, na kateri je osvojil šest prvenstvenih točk. V sezoni 2005 je nastopal v prvenstvu Britanske Formula 3 v moštvu Räikkönen Robertson Racing. Osvojil je tri uvrstitve na stopničke in deseto mesto v prvenstvu. V naslednji sezoni 2006 pa je s petimi zmagami osvojil peto mesto v prvenstvu. Za sezono 2007 se je preselil v moštvo Arden International serije GP2. Z zmago in še dvema uvrstitvama na stopničke je osvojil osmo mesto v prvenstvu. V naslednji sezoni 2008 se je z Giorgiem Pantanom boril za naslov prvaka, toda z dvema zmagama in še štirimi uvrstitvami na stopničke je osvojil drugo mesto v prvenstvu. Bil je v igri za sedež pri moštvu Formule 1, Brawn GP, za sezono 2009, toda Ross Brawn se je raje odločil za izkušenega Rubensa Barrichella, moštvo je nato osvojilo dvojno krono. Leta 2009 je nastopil na dirki za 24 ur Le Mansa, kjer pa je s sotekmovalcema odstopil.
30. oktobra 2009 je Senna oznanil, da je podpisal pogodbo z novim moštvom Formule 1, Hispania Racing, za sezono 2010.

»Če mislite, da sem jaz dober, počakajte raje na mojega nečaka Bruna.«

Ayrton Senna leta 1993.

## Dirkaški rezultati
(legenda) (odebeljene dirke pomenijo najboljši štartni položaj, poševne pa najhitrejši krog)

### GP2
| Sezona | Moštvo               | 1         | 2         | 3          | 4           | 5          | 6         | 7           | 8          | 9          | 10         | 11          | 12         | 13         | 14         | 15        | 16          | 17         | 18          | 19        | 20          | 21         | Prv | Toč |
| ------ | -------------------- | --------- | --------- | ---------- | ----------- | ---------- | --------- | ----------- | ---------- | ---------- | ---------- | ----------- | ---------- | ---------- | ---------- | --------- | ----------- | ---------- | ----------- | --------- | ----------- | ---------- | --- | --- |
| 2007   | Arden International  | BHR FEA 4 | BHR SPR 8 | ESP FEA 1  | ESP SPR 4   | MON FEA 11 | FRA FEA 3 | FRA SPR 7   | GBR FEA 11 | GBR SPR 10 | EUR FEA 15 | EUR SPR Ret | HUN FEA 13 | HUN SPR 12 | TUR FEA 10 | TUR SPR 6 | ITA FEA 4   | ITA SPR 3  | BEL FEA Ret | BEL SPR 8 | VAL FEA Ret | VAL SPR 14 | 8.  | 34  |
| 2008   | iSport International | ESP FEA 2 | ESP SPR 4 | TUR FEA 15 | TUR SPR Ret | MON FEA 1  | MON SPR 5 | FRA FEA Ret | FRA SPR 5  | GBR FEA 6  | GBR SPR 1  | GER FEA 4   | GER SPR 3  | HUN FEA 3  | HUN SPR 3  | EUR FEA 9 | EUR SPR Ret | BEL FEA 11 | BEL SPR Ret | ITA FEA 5 | ITA SPR 9   |            | 2.  | 64  |

### Azijska GP2
| Sezona | Moštvo               | 1          | 2           | 3         | 4         | 5           | 6         | 7         | 8           | 9            | 10          | Prv | Toč |
| ------ | -------------------- | ---------- | ----------- | --------- | --------- | ----------- | --------- | --------- | ----------- | ------------ | ----------- | --- | --- |
| 2008   | iSport International | DUB1 FEA 2 | DUB1 SPR 19 | IDN FEA 7 | IDN SPR 2 | MYS FEA Ret | MYS SPR 8 | BHR FEA 4 | BHR SPR Ret | DUB2 FEA DSQ | DUB2 SPR 11 | 5th | 23  |

### Formula 1
(legenda) (odebeljene dirke pomenijo najboljši štartni položaj, poševne pa najhitrejši krog, †-uvrščen kljub odstopu)
| Leto | Moštvo                  | Šasija        | Motor                  | 1       | 2       | 3      | 4      | 5       | 6       | 7       | 8       | 9     | 10     | 11     | 12     | 13      | 14      | 15      | 16     | 17     | 18     | 19     | 20      | Prv | Toč |
| ---- | ----------------------- | ------------- | ---------------------- | ------- | ------- | ------ | ------ | ------- | ------- | ------- | ------- | ----- | ------ | ------ | ------ | ------- | ------- | ------- | ------ | ------ | ------ | ------ | ------- | --- | --- |
| 2010 | Hispania Racing F1 Team | Hispania F110 | Cosworth CA2010 2.4 V8 | BAH Ret | AVS Ret | MAL 16 | KIT 16 | ŠPA Ret | MON Ret | TUR Ret | KAN Ret | EU 20 | VB     | NEM 19 | MAD 17 | BEL Ret | ITA Ret | SIN Ret | JAP 15 | KOR 14 | BRA 21 | ABU 19 |         | 23. | 0   |
| 2011 | Lotus Renault GP        | Renault R31   | Renault RS27 2.4 V8    | AVS     | MAL     | KIT    | TUR    | ŠPA     | MON     | KAN     | EU      | VB    | NEM    | MAD TD | BEL 13 | ITA 9   | SIN 15  | JAP 16  | KOR 13 | IND 12 | ABU 16 | BRA 17 |         | 18. | 2   |
| 2012 | Williams F1 Team        | Williams FW34 | Renault RS27-2012 V8   | AVS 16  | MAL 6   | KIT 7  | BAH 22 | ŠPA Ret | MON 10  | KAN 17  | EU 10   | VB 9  | NEM 17 | MAD 7  | BEL 12 | ITA 10  | SIN 18  | JAP 14  | KOR 15 | IND 10 | ABU 8  | ZDA 10 | BRA Ret | 16. | 31  |